# الیسیو مدرادو
الیسیو مدرادو (به پرتغالی: Elísio Medrado) یک شهرداری در برزیل است که در باهیا واقع شده‌است. الیسیو مدرادو ۸٬۱۲۶ نفر جمعیت دارد.